# 마쓰무라 가즈토
마쓰무라 가즈토(일본어: 松村一登 , まつむら かずと, 1953년 - )는 일본 나가노현 출신의 언어학자이다. 전공분야는 우랄어 및 코퍼스(corpus)연구이다. 현재 도쿄대학 대학원 인문사회연구과 언어동태(動態)학강좌에서 교수직을 맡고 있다. 도쿄대학 문학부 언어학과 박사과정을 수료하였다.